# Doradztwo komercyjne w rolnictwie
Doradztwo komercyjne w rolnictwie – polega na udzielanie usług doradczych przez osoby fizyczne lub prawne, które zdobyły uprawnienia do świadczenia usług w systemie uprawnień nadawanych przez dyrektora Centrum Doradztwa Rolniczego.

## Kształtowanie komercyjnych podmiotów doradczych
W ostatnich latach w krajach unii Europejskiej powstało wiele instytucji o charakterze komercyjnym, które były odpowiedzią na rosnące potrzeby rolników – przedsiębiorców, co spowodowało zmianę relacji między państwowymi a prywatnymi usługami doradczymi, na korzyść tych drugich. Przyczyną tego stanu jest zapewne kilka czynników, wśród których wymienić należy: rosnące wymagania rolników korzystających z usług doradczych, swobodę konkurencji na rynku usług doradczych w krajach o gospodarce rynkowej, rosnącą zamożność przedsiębiorców sektora rolniczego powodującą zwiększenie możliwości finansowania porad, brak możliwości świadczenia usług doradczych w pełnym zakresie przez państwowe systemy oraz ich ograniczoną efektywność, jak również stałe obniżanie budżetów operacyjnych przeznaczonych na finansowanie państwowego doradztwa.
W rozporządzeniu Rady WE z 2003 r. wskazano na potrzebę ustanowienia do 2007 r. systemu doradztwa dla rolników w zakresie zarządzania gruntami i gospodarstwem prowadzonego przez jedną lub kilka wyznaczonych instytucji lub przez organizacje prywatne. Dyrektywa obligowała państwa członkowskie do umożliwienia podmiotom prywatnych świadczenia usług doradczych.
W ustawie z 2007 r. przyjęto, że usługi doradcze świadczą:
1. jednostki doradztwa rolniczego,
2. izby rolnicze,
3. podmioty, które uzyskały akredytację ministra właściwego do spraw rozwoju wsi[3].

## Udzielania akredytacji komercyjnym podmiotom doradczym
Według rozporządzenia Ministra Rolnictwa i Rozwoju Wsi z 2008 r. o udzielenie akredytacji może ubiegać się osoba fizyczna, osoba prawna lub jednostka organizacyjna nieposiadająca osobowości prawnej, która spełnia łącznie następujące warunki:
- co najmniej rok świadczy usługi doradcze rolnikom lub posiadaczom lasów;
- zatrudnia osoby, które uzyskały uprawnienia do doradzania na podstawie przepisów w sprawie szkoleń dla podmiotów, których dotyczą działania objęte Programem Rozwoju Obszarów Wiejskich na lata 2007–2013, oraz doradzania odnośnie do sporządzania dokumentacji niezbędnej do uzyskania pomocy finansowej;
- posiada warunki lokalowe i techniczne, umożliwiające wykonywanie działalności w zakresie świadczenia usług doradczych rolnikom lub posiadaczom lasów;
- nie ma zaległości podatkowych z tytułu podatków stanowiących dochód budżetu państwa oraz zaległości w opłacaniu składek z tytułu ubezpieczenia społecznego i zdrowotnego;
- nie wykonuje działalności gospodarczej w zakresie produkcji lub obrotu maszynami, urządzeniami, materiałami lub środkami przeznaczonymi dla rolnictwa i leśnictwa;
- zobowiąże się do składania ministrowi właściwemu do spraw rozwoju wsi rocznego sprawozdania ze świadczonych usług doradczych rolnikom lub posiadaczom lasów.

## Zakres usług doradczych świadczonych przez komercyjne podmioty doradcze
Usługi doradcze świadczone przez akredytowane podmioty doradcze obejmowały:
- ocenę gospodarstwa rolnego pod względem spełniania zasad wzajemnej zgodności i przestrzegania zasad bezpieczeństwa i higieny pracy,
- opracowanie planu dostosowania gospodarstwa rolnego do wymogów wzajemnej zgodności,
- sporządzania planów działalności oraz dokumentacji rolnośrodowiskowej potrzebnej do uzyskania pomocy finansowej w ramach programu rolnośrodowiskowego i ekologicznego.

Wsparcie finansowe w ramach operacji 3-letnich dla jednego gospodarstwa rolnego określone zostały na poziomie 1500 euro.

## Liczba akredytowanych podmiotów doradczych
W 2012 r. zostało zarejestrowanych 157 akredytowanych podmiotów doradczych, które zatrudniały łącznie 308 osób z uprawnieniami.